# Ready Set Rock
Ready Set Rock (reso graficamente anche come Ready 5et ROCK) è il primo EP del gruppo musicale pop rock e alternative rock statunitense R5. È stato pubblicato indipendentemente il 9 marzo 2010.

## Composizione e Pubblicazione
Influenzato e ispirato dal gruppo musicale statunitense Fall Out Boy, Ready Set Rock contiene elementi provenienti dai generi pop rock e pop punk. Riker Lynch ha descritto l'EP come "più punk" dei successivi lavori degli R5, mentre Ross Lynch ha affermato che Ready Set Rock contiene brani adatti alla loro età in quel periodo.
L'EP è stato pubblicato nel formato download digitale su iTunes e Amazon. Gli R5, successivamente, hanno dichiarato di ritenere Ready Set Rock più una demo che un vero e proprio EP. A testimoniare ciò, anche la rimozione dello stesso dagli store di iTunes e Amazon, dopo la firma con l'etichetta discografica Hollywood Records. Tuttavia, si può ancora trovare su Last.fm e iHeartRadio.
Le canzoni contenute nell'EP sono state scritte principalmente dai componenti della band Riker, Rydel e Rocky Lynch e dal vocal coach e paroliere Mauli B. Ready Set Rock è stato prodotto da E-Vega.
Sono stati realizzati dei video musicali per tre brani, Can't Get Enough of You, Whitout You, con la partecipazione di Lauren Hudson dei The Stunners, e Never, che si possono trovare sul vecchio canale YouTube del gruppo.

## Promozione
Fino al 2011 gli R5 si sono esibiti per promuovere l'EP e le loro canzoni soprattutto a Los Angeles e nel sud della California. Il gruppo ha tenuto concerti, tra gli altri, alla Orange County Fair, alla San Diego County Fair, alla San Diego IndieFest, alla Knitting Factory e nel parco divertimenti Six Flags Magic Mountain.
Nel 2012, dopo aver firmato un contratto discografico con la Hollywood Records, intrapresero due mini-tour nord americani per la promozione di Ready Set Rock. Il primo, chiamato West Coast Tour, si svolse nel mese di maggio 2012 negli Stati Uniti, in particolare lungo la West Coast. Il secondo tour, chiamato East Coast Tour, si svolse tra novembre e dicembre dello stesso anno e ha visto tappe lungo la East Coast tra gli Stati Uniti e il Canada.

## Tracce
1. "Ready Set Rock" – 2:44
2. "Can't Get Enough of You" – 3:15
3. "Whitout You" – 2:33
4. "Never" – 3:03
5. "Look At Us Now" – 3:54